# Docosia sciarina
Docosia sciarina (лат.) — вид грибных комаров рода Docosia из подсемейства Leiinae. Европа.

## Описание
Мелкие грибные комары. Отличается от близких видов следующими признаками: тазики ног в основном тёмные (по крайней мере, базальная ½ часть), латеротергальные волоски короткие; задние бёдра частично жёлтые; жилка Sc покрыта волосками и заканчивается свободно; латеротергит опушенный. У сходного вида Docosia flavicoxa тазики в большинстве частей жёлтые, латеротергальные волоски длинные.
Боковые оцеллии касаются фасеточных глаз. Жилка крыла R1 длиннее поперечной r-m.